# The Last Patrol
Pour plus de détails, voir Fiche technique et Distribution.
The Last Patrol (ou The Last Warrior) est un film israélo-américain réalisé par Sheldon Lettich en 1999, avec Dolph Lundgren dans le rôle principal.

## Fiche technique
- Titre original : The Last Patrol
- Réalisation : Sheldon Lettich
- Scénario : Stephen Brackley ; Pamela K. Long
- Directeur de la photographie : David Gurfinkel
- Montage : Isaac Sehayek
- Musique : David Michael Frank
- Production : Hanan Kotzky, Jacob Kotzky
- Société de production : Silverline Pictures ; Kohan Productions ; Dogwood Entertainment
- Pays de production :  États-Unis ;  Israël
- Langue : anglais
- Genre : Action
- Format: Couleurs - 1,85:1 - Ultra Stéréo - 35 mm
- Durée : 95 minutes

## Distribution
- Dolph Lundgren (VF : Luc Bernard) : Nick Preston
- Sherri Alexander : Sarah McBride
- Joe Michael Burke : Lucky Simcoe
- Rebecca Cross : Candy
- Brook Susan Parker : Rainbow
- Juliano Mer-Khamis : Jesus Carrera
- Chanan Elias : Simon Peace
- Ze'ev Revach : Cooky